# Hoảng loạn 1907

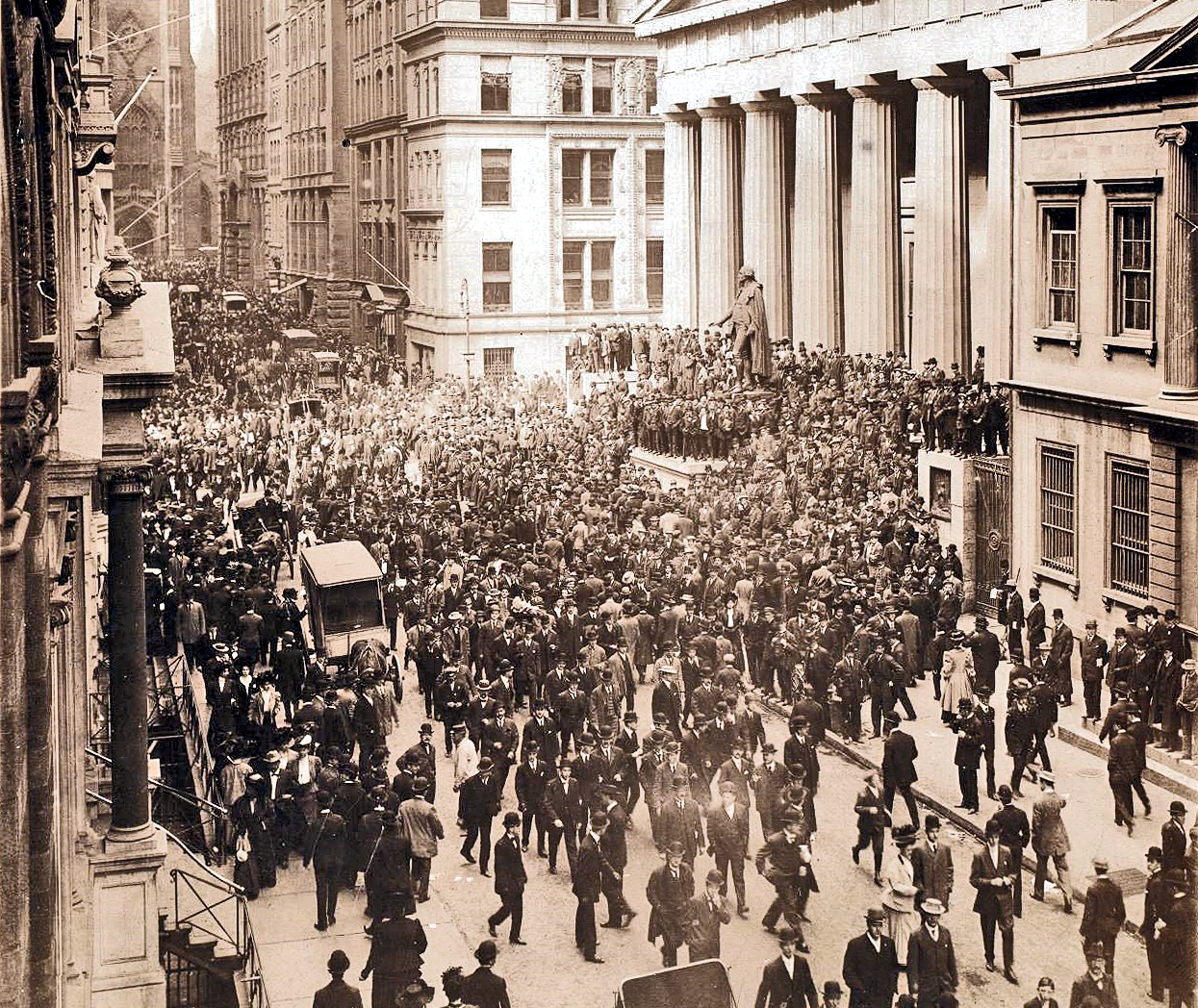
Wall Street trong đợt hoảng loạn ngân hàng tháng 10 năm 1907.

Sự hoảng loạn năm 1907 - còn được gọi là Hoảng loạn các chủ ngân hàng năm 1907 hoặc Hoảng loạn Knickerbocker - là một cuộc khủng hoảng tài chính Hoa Kỳ diễn ra trong một khoảng thời gian ba tuần bắt đầu vào giữa tháng 10, khi chỉ số chứng khoán của Sở giao dịch chứng khoán New York đã giảm gần 50 % so với mức đỉnh của năm trước. Sự hoảng loạn đã xảy ra, do giai đoạn này là thời điểm suy thoái kinh tế, do đã có nhiều đợt sụp đổ các ngân hàng và các công ty tín thác. Hoảng loạn năm 1907 cuối cùng đã lan rộng ra khắp Hoa Kỳ khi nhiều ngân hàng và các doanh nghiệp tiểu bang và địa phương phá sản. Nguyên nhân chính của sự sụp đổ bao gồm báo rút lại thanh khoản thị trường bởi một số ngân hàng Thành phố New York và mất lòng tin giữa người gửi tiền, bị làm trầm trọng hơn bởi các các cá cược riêng không được kiểm soát tại các doanh nghiệp không đăng ký.
Sự hoảng loạn đã được kích hoạt bởi nỗ lực bất thành trong tháng 10 năm 1907 mua vét hết cổ phiếu của Công ty United Copper. Khi vụ đấu giá mua này không thành công, các ngân hàng đã cho vay tiền cho chương trình mua vét bị sụp đổ và sau đó lan sang các ngân hàng và các quỹ liên kết, dẫn tới một tuần sau đó là sự sụp đổ của Công ty tín thác Knickerbocker lớn thứ ba Thành phố New York. Sự sụp đổ của Knickerbocker lan truyền nỗi sợ hãi trên toàn bộ các công ty tín thác của thành phố khi các ngân hàng trong khu vực đã rút dự trữ của các ngân hàng Thành phố New York. Hoảng loạn lan rộng trên toàn nước Mỹ khi đại đa số người dân rút tiền gửi từ các ngân hàng trong khu vực của họ.
Sự hoảng loạn có thể đã trở nên sâu sắc hơn nếu không có sự can thiệp của nhà tài chính J. P. Morgan, người đã cam kết một khoản tiền lớn của tiền riêng của mình, và thuyết phục các ngân hàng khác của New York cũng làm như vậy, để vực dậy hệ thống ngân hàng. Vào thời điểm đó, Hoa Kỳ đã không có một ngân hàng trung ương bơm thanh khoản trở lại vào thị trường. Đến tháng 11, sự lây lan tài chính phần lớn đã kết thúc, chỉ để được thay thế bởi một cuộc khủng hoảng tiếp theo nữa.  Điều này là do sự vay nợ nhiều của hãng môi giới lớn sử dụng cổ phiếu của Tennessee Coal, Iron and Railroad Company (TC&I) làm đảm bảo. Sự sụp đổ của cổ phiếu TC&I đã được ngăn chặn bởi sự tiếp quản khẩn cấp của U.S. Steel Corporation của Morgan - một động thái được chấp thuận bởi chủ tịch vị tổng thống chống độc quyền Theodore Roosevelt. Năm tiếp theo, thượng nghị sĩ Nelson W. Aldrich, cha vợ của John D. Rockefeller, Jr., đã thiết lập và làm chủ tịch của một ủy ban điều tra vụ khủng hoảng và đề xuất các giải pháp tương lai, dẫn đến việc thành lập Cục Dự trữ Liên bang.

## Các điều kiện kinh tế

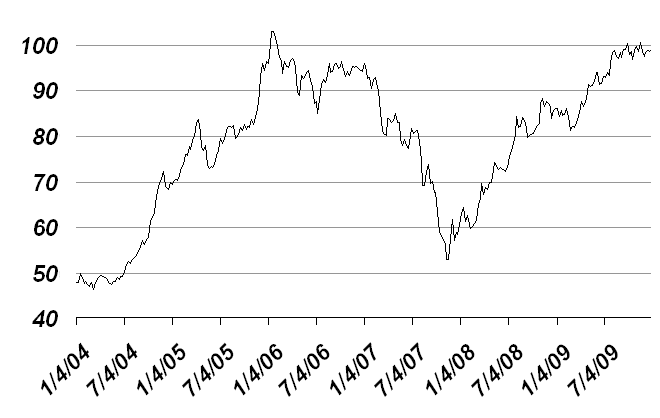
Chỉ số trung bình công nghiệp Dow Jones 1904–1910. Mức đáy 53 được ghi nhận ngày 15 tháng 11 năm 1907.

Khi Tổng thống Hoa Kỳ Andrew Jackson cho phép điều lệ của Ngân hàng thứ hai của Hoa Kỳ hết hạn vào năm 1836, Hoa Kỳ đã không có bất kỳ loại ngân hàng trung ương nào, và cung tiền ở Thành phố New York dao động với chu kỳ nông nghiệp hàng năm của quốc gia này. Mỗi mùa thu tiền chảy ra khỏi thành phố dưới dạng thu hoạch được mua và trong một nỗ lực để thu hút tiền trở lại, lãi suất đã được nâng lên. Các nhà đầu tư nước ngoài lúc đó gửi tiền của họ đến New York để tận dụng lợi thế của các mức giá cao hơn. Từ tháng 1 năm 1906 chỉ số trung bình công nghiệp Dow Jones đạt mức cao 103, thị trường bắt đầu điều chỉnh khiêm tốn mà tiếp tục trong suốt cả năm. Trận động đất tháng 4 năm 1906 đã tàn phá San Francisco góp phần vào việc ổn định thị trường, khiến một dòng chảy tiền còn lớn hơn từ New York đến San Francisco để hỗ trợ tái thiết. Một sức ép tăng thêm đối với nguồn cung tiền xảy ra vào cuối năm 1906, khi Ngân hàng Anh tăng lãi suất của nó, một phần là để đáp ứng với các công ty bảo hiểm Anh phải chi trả quá nhiều cho bảo hiểm Mỹ, và nhiều hơn nữa nguồn vốn vẫn ở London hơn dự kiến. Từ đỉnh cao của chúng vào tháng 1, giá cổ phiếu giảm 18% vào tháng 7 năm 1906. Vào cuối tháng chín, các cổ phiếu đã phục hồi khoảng một nửa số tổn thất của chúng.
Đạo luật Hepburn, cho Ủy ban Thương mại Liên bang (ICC) quyền ấn định tỷ giá đường sắt tối đa, đã trở thành luật tháng 7 năm 1906. Điều này đã làm mất giá trị của chứng khoán đường sắt. Giữa tháng 9 năm 1906 và tháng 3 năm 1907, thị trường chứng khoán trượt dốc, mất 7,7% giá trị vốn hóa thị trường Giữa 9 và 26 tháng 3, cổ phiếu rơi thêm 9,8%. (Đợt sụp đổ tháng 3 này đôi khi được gọi là "hoảng loạn người giàu"). Nền kinh tế vẫn không ổn định suốt mùa hè. Một số đợt sốc đã tấn công hệ thống: cổ phiếu của Union Pacific - trong số các cổ phiếu thông dụng nhất được sử dụng làm đảm bảo - đã rơi 50 điểm; tháng 6 năm đó, một đợt chào trái phiếu Thành phố New York đã thất bại; tháng 7 thị trường đồng đã sụp đổi; tháng 8, Standard Oil Company đã bị phạt 29 triệu USD do các vi phạm chống độc quyền Trong 9 tháng đầu năm 1907, chứng khoản giảm 24,4%..